# Province de Chañaral
La province de Chañaral est une province du Chili. Elle se trouve au nord de la région d'Atacama, et a une superficie de 24 659,8 km2 pour une population de 32 132 habitants. Sa capitale provinciale est Chañaral.

## Données générales
Le gouverneur de cette province est Carlos Palma Vergara (PDC). Les villes les plus importantes sont : Chañaral 13 180 habitants, El Salvador et Diego de Almagro (Ex-Pueblo Hundido) 17 674 habitants. 
On trouve dans cette province d'importants gisements de minerais notamment dans les mines d'El Salvador Mantos Verdes et de Potrerillos.

## Communes
La province est divisée en 2 communes :  
- Chañaral ;
- Diego de Almagro.